# Свети Георги (Градешница)
Вижте пояснителната страница за други значения на Свети Георги.
„Свети Георги“ (на македонска литературна норма: „Свети Ѓорѓи“) е възрожденска църква в мариовското село Градешница, част от Преспанско-Пелагонийската епархия на Македонската православна църква – Охридска архиепископия.

## Местоположение
Църквата е гробищен храм, разположен в източния дял на селото.

## Описание
Бранислав Ристески от Института за старославянска култура в Прилеп в хода на обширни археологически проучвания в периода от 1990 до 1998 година открива, че мястото, където се намират днешните църкви „Свети Антоний“, „Свети Георги“ и „Свето Възнесение Господне“ („Свети Спас“) от средата на II до края на III век е имало комплекс от римски вили. Ня мястото на „Свети Георги“ е имало жилищни и производствени помещения. Във фасадата на храма са вградени сполии, украсени със спирали. Според Виктор Лилчич тук е имало раннохристиянска базилика.
Църквата е еднокорабен, каменен храм без апсида.